# Oranien-Nassauorden
Oranien-Nassauorden (nederländska: Orde van Oranje-Nassau), är en nederländsk civil och militär riddarorden instiftad den 4 april 1892 av änkedrottning Emma. Orden har sex grader. Den sjätte graden, medlem, tillkom 1996 samtidigt som en medalj i tre grader (som gavs ut som belöning av inhemska och utländska medborgare) avskaffades. Nederländernas monark är ordens stormästare.

## Klasser

### Före 1996
Före 1996 bestod Oranien-Nassauorden av fem grader.
1. Riddare av Storkorset
2. Storofficer
3. Kommendör
4. Officer
5. Riddare

Dessutom fanns tre medaljer. Mottagare av medaljerna var inte ledamöter av Oranien-Nassauorden.
1. Guldmedalj
2. Silvermedalj
3. Bronsmedalj

### Sedan 1996
1. Riddare av Storkorset
2. Storofficer
3. Kommendör
4. Officer
5. Riddare
6. Medlem

## Bildgalleri

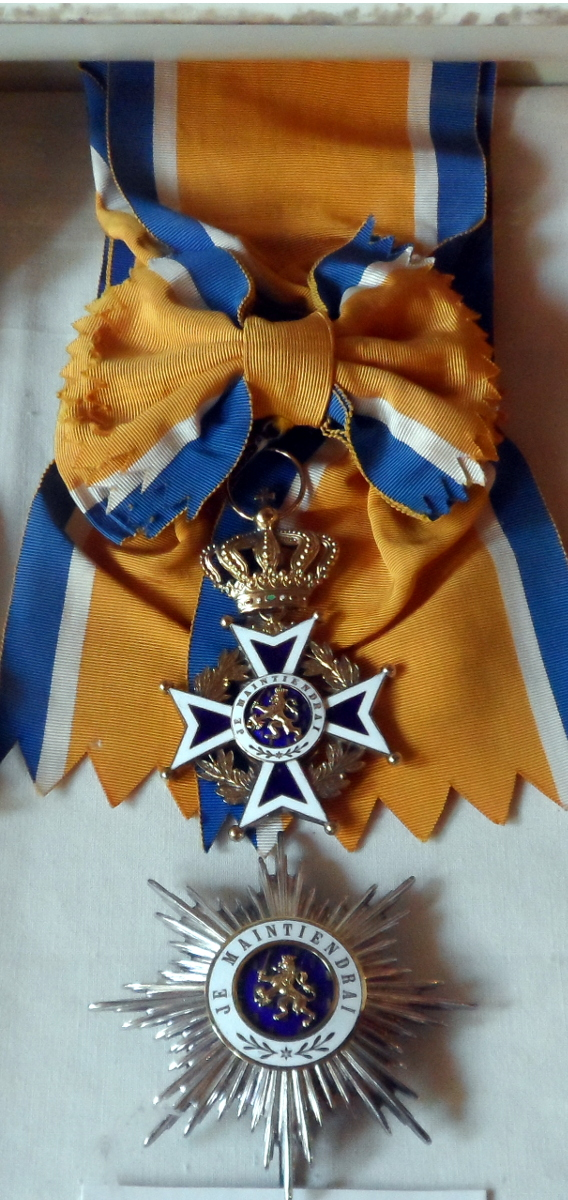
Civil utmärkelse för en Riddare av Storkorset.
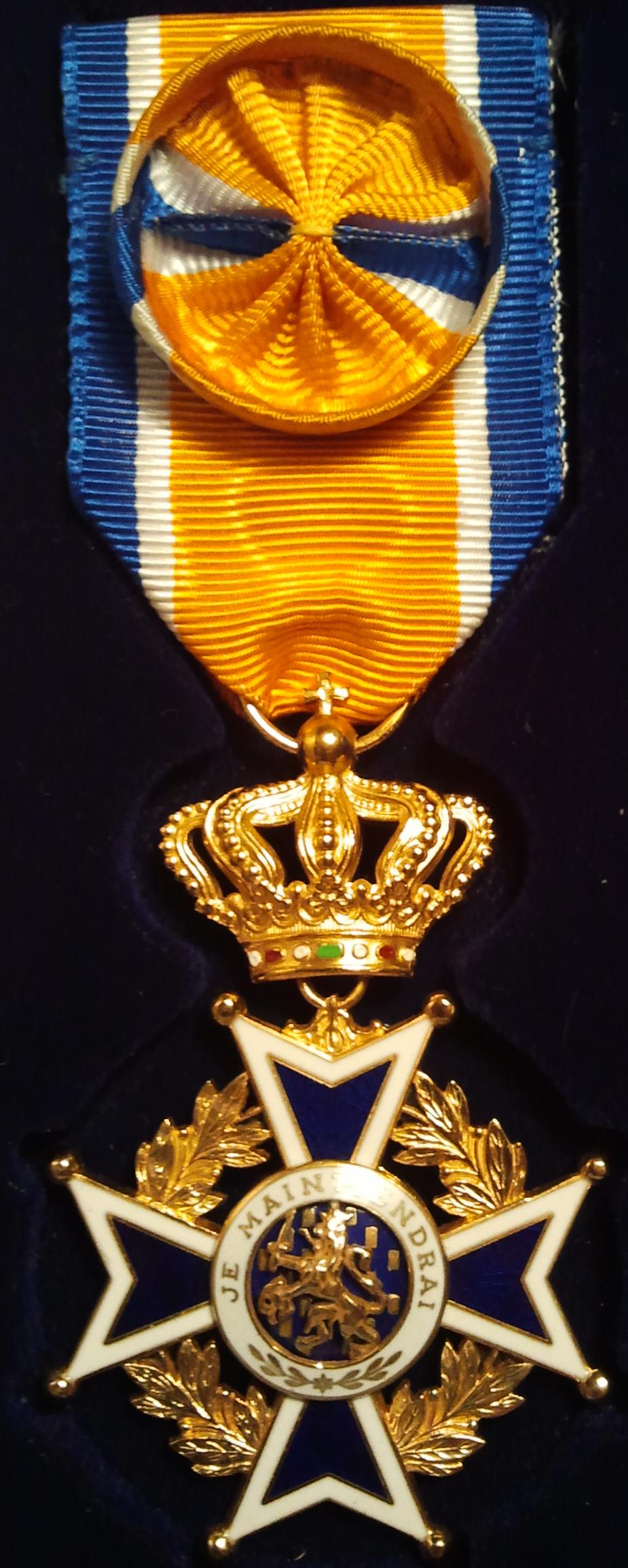
Den civila utmärkelsen för en Officer av Oranien-Nassauorden.
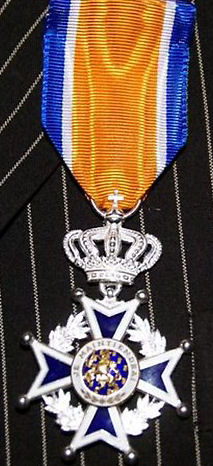
Den civila utmärkelsen för en riddare av Oranien-Nassauorden.